# En l'an 2001 (album)
Pour la chanson, voir En l'an 2001.
Albums de Pierre Bachelet
Marionnettiste Olympia 86
En l'an 2001 est le 6e album studio, de Pierre Bachelet. L'album est sorti en 1985 chez AVREP (RCA), en même temps que l'album Marionnettiste. Ces deux albums ont également été commercialisés ensemble comme double album intitulé Bachelet.

## Liste des titres
| No | Titre                                                      | Paroles          | Musique                           | Durée |
| -- | ---------------------------------------------------------- | ---------------- | --------------------------------- | ----- |
| 1. | Elle ne sait faire que ah                                  | Jean-Pierre Lang | Pierre Bachelet                   | 4:10  |
| 2. | En l'an 2001 (avec Les Petits Écoliers chantants de Bondy) | Jean-Pierre Lang | Pierre Bachelet                   | 5:43  |
| 3. | Pour l'une d'entre vous                                    | Jean-Pierre Lang | Pierre Bachelet - Bernard Levitte | 5:49  |
| 4. | La Chanson du bon Dieu                                     | Jean-Pierre Lang | Pierre Bachelet                   | 3:45  |
| 5. | Quand l'enfant viendra                                     | Jean-Pierre Lang | Pierre Bachelet                   | 4:01  |
| 6. | Gloria humana                                              | Jean-Pierre Lang | Pierre Bachelet                   | 4:37  |
| 7. | Derrière le grand abat-jour                                | Jean-Pierre Lang | Pierre Bachelet                   | 4:36  |
| 8. | La Chanson de Presley                                      | Jean-Pierre Lang | Pierre Bachelet                   | 3:40  |
| 9. | Un ami qui s'en va                                         | Jean-Pierre Lang | Pierre Bachelet                   | 1:50  |

## Singles extraits de l'album
- En l'an 2001 / La chanson de Presley
- Elle ne sait faire que ah ! / Derrière le grand abat-jour
- Quand l'enfant viendra / Mais chez elle